# Chiba
Chiba (jap. 千葉市 Chiba-shi) – stolica prefektury Chiba w Japonii, na wyspie Honsiu. Miasto ma powierzchnię 271,76 km². W 2020 r. mieszkało w nim 975 210 osób, w 446 695 gospodarstwach domowych  (w 2010 r. 962 130 osób, w 406 450 gospodarstwach domowych). Miasto założono 1 stycznia 1921, a 1 kwietnia 1992 zostało oznaczone rządowym rozporządzeniem.

## Położenie i dzielnice
Znajduje się na wschód od Tokio, nad Zatoką Tokijską. Jest jednym z głównych portów morskich regionu Kantō. Większa część miasta ma charakter rezydencyjny, chociaż wzdłuż wybrzeża znajduje się wiele fabryk i magazynów. Sąsiednie miasta to Ichihara, Narashino, Sakura, Mobara, Yachiyo, Togane.
1 stycznia 2021 r. Chiba była podzielona na 6 dzielnic: Chūō, Hanamigawa, Inage, Midori, Mihama i Wakaba.
| Nazwa        | Nazwa         | Nazwa    | Powierzchnia (km²) | Ludność | Kod jednostki | Mapa |
| Polska nazwa | Rōmaji        | Kanji    | Powierzchnia (km²) | Ludność | Kod jednostki | Mapa |
| ------------ | ------------- | -------- | ------------------ | ------- | ------------- | ---- |
| Chūō         | Chūō-ku       | 中央区   | 44,71              | 211 734 | 12101         |      |
| Hanamigawa   | Hanamigawa-ku | 花見川区 | 34,19              | 177 408 | 12102         |      |
| Inage        | Inage-ku      | 稲毛区   | 21,22              | 160 684 | 12103         |      |
| Midori       | Midori-ku     | 緑区     | 66,25              | 129 467 | 12105         |      |
| Mihama       | Mihama-ku     | 美浜区   | 21,20              | 148 941 | 12106         |      |
| Wakaba       | Wakaba-ku     | 若葉区   | 84,19              | 146 976 | 12104         |      |
| Chiba        | Chiba-shi     | 千葉市   | 271,76             | 975 210 | 12100         |      |

## Gospodarka
W mieście rozwinął się przemysł rafineryjny, stoczniowy, chemiczny, maszynowy, włókienniczy, drzewny, spożywczy oraz hutniczy.

## Transport

### Lotnictwo
Najbliższe porty lotnicze to Międzynarodowy Port Lotniczy Narita i port lotniczy Tokio-Haneda.

### Kolej
W mieście funkcjonuje kolej miejska.
Główne kolejowe stacje międzymiastowe (wszystkie zlokalizowane w  Chuo-ku) to:
- stacja Chiba (linia Sobu, linia Sotobo, linia Uchibo, główna linia Sobu, linia Narita, przesiadka z kolei miejskiej)
- stacja Keisei Chiba (linia Keisei Chiba)
- stacja Soga (linia Keiyo, linia Sotobo, linia Uchibo)

### Drogi
- droga ekspresowa Higashikanto do Tokio, Narity i Kashimy
- droga ekspresowa Tateyama do Kisarazu

## Edukacja
Miasto jest siedzibą, założonego w 1949 roku, Uniwersytetu w Chibie.

## Współpraca
Miejscowość partnerska:
- Montreux, Szwajcaria